# Eichhof

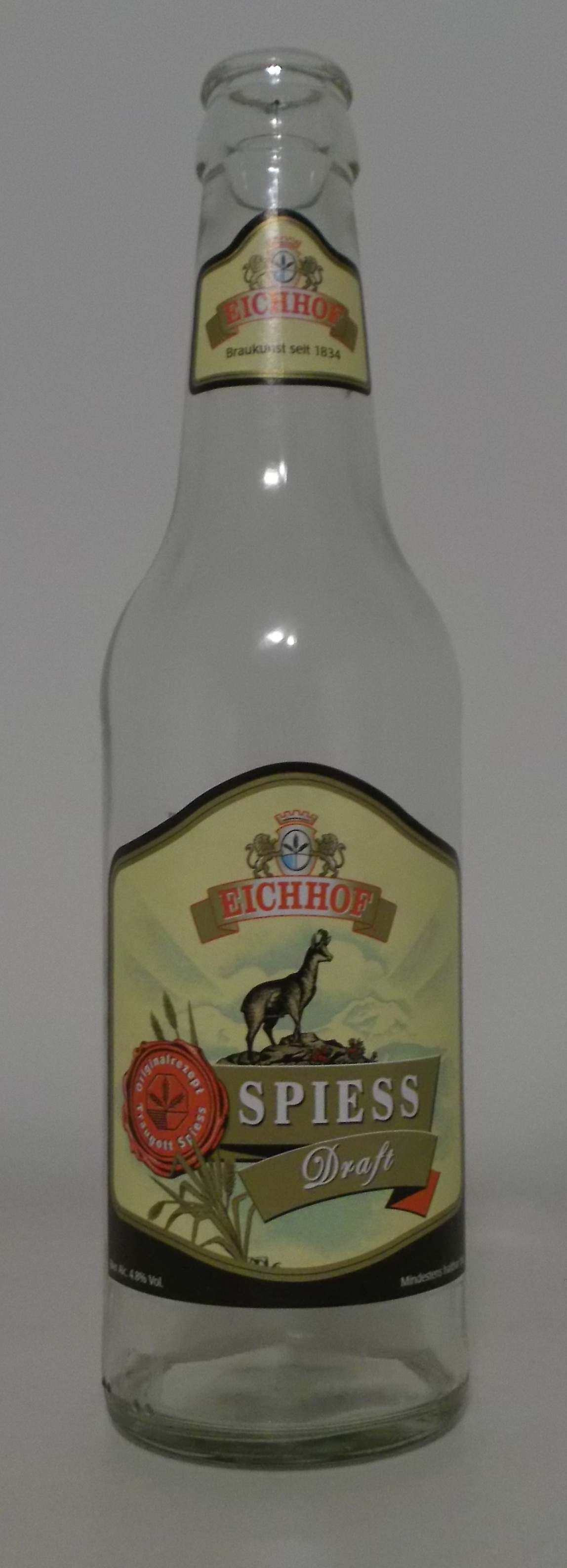
Eichhof Spiess Draft

Eichhof est une brasserie de Suisse, fondée en 1834 et faisant désormais partie du groupe Heineken. Elle produit une bière homonyme.

## Histoire
En 1834 Johann Baptist Guggenbühler fonde la brasserie, qu'il revend 5 ans après. En 1878 Traugott Spiess rachète l'affaire, la brasserie devient alors la plus importante de la ville de Lucerne[réf. nécessaire].
En 1917 un nouveau brasseur, Heinrich Endemann, habitant le manoir Eichhof, se joint à l'équipe. À la suite d'une fusion, la brasserie prend le nom Eichhof. Traugott Spiess reste président jusqu'en 1924. Il meurt en 1939.
En 2008 Eichhof est vendue à Heineken pour 290 millions de francs.
En octobre 2008 Heineken Switzerland déménage son siège sur le site de la brasserie Eichhof à Lucerne.

## Produits
- Eichhof Lager
- Eichhof Braugold
- Eichhof Bügelbräu
- Eichhof Klosterbräu
- Eichhof Barbara
- Eichhof Pony
- Eichhof Hubertus
- Eichhof Spiess Draft
- Eichhof Alkoholfrei
- Eichhof Panaché
- Eichhof Radler